# Скоугар

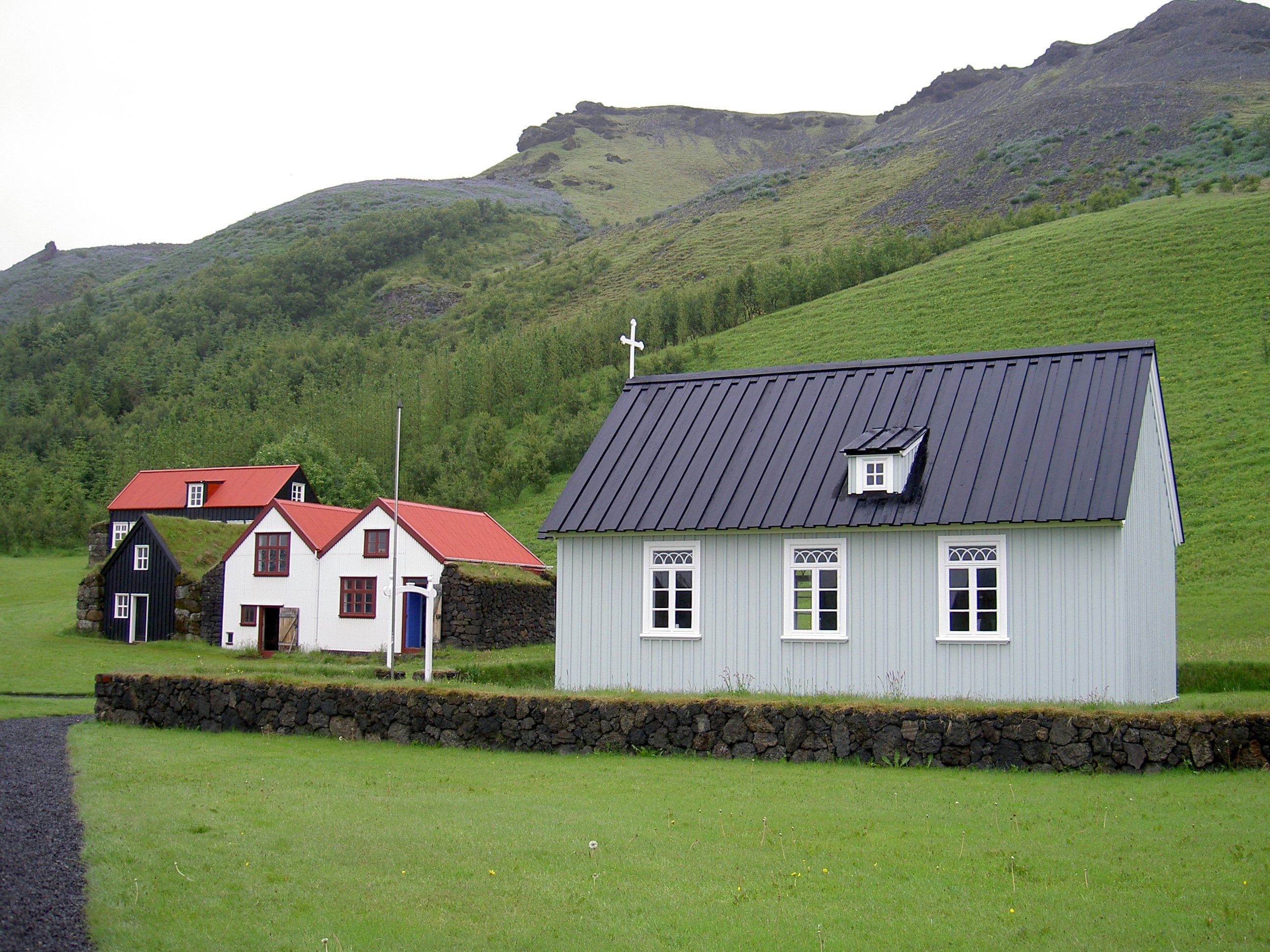
Местная церковь. На заднем плане хорошо заметны хребты Эйяфьядлайёкюдля

Скоугар (исл. Skógar) — деревня на юге Исландии, входящая в муниципалитет Рагнауртинг Эйстра. Расположена у южного окончания ледника Эйяфьядлайёкюдль. Население Скоугара составляет 25 человек по состоянию на 2011 год.
В районе населённого пункта находится живописный водопад Скоугавосс — самый большой и самый известный водопад Исландии. Также недалеко от деревни находится водопад Квернювосс. Оба водопада вытекают из реки Скоугау. Кроме того, Скоугар находится в непосредственной близости к вулкану Эйяфьядлайёкюдль (самый ближайший к нему населённый пункт), вследствие такого «соседства» Скоугар серьёзно пострадал от извержения вулкана весной 2010 года.
Здесь находится музей транспорта «Скоугасабн», открытый для посетителей круглый год. Имеется церковь и старая школа, за которой растёт небольшой лес. В окрестностях — несколько заброшенных ферм, в которых можно свободно побывать.

## Известные жители и уроженцы
- Маттиас Йохумссон — исландский поэт, автор гимна Исландии